# 平板玻璃大学

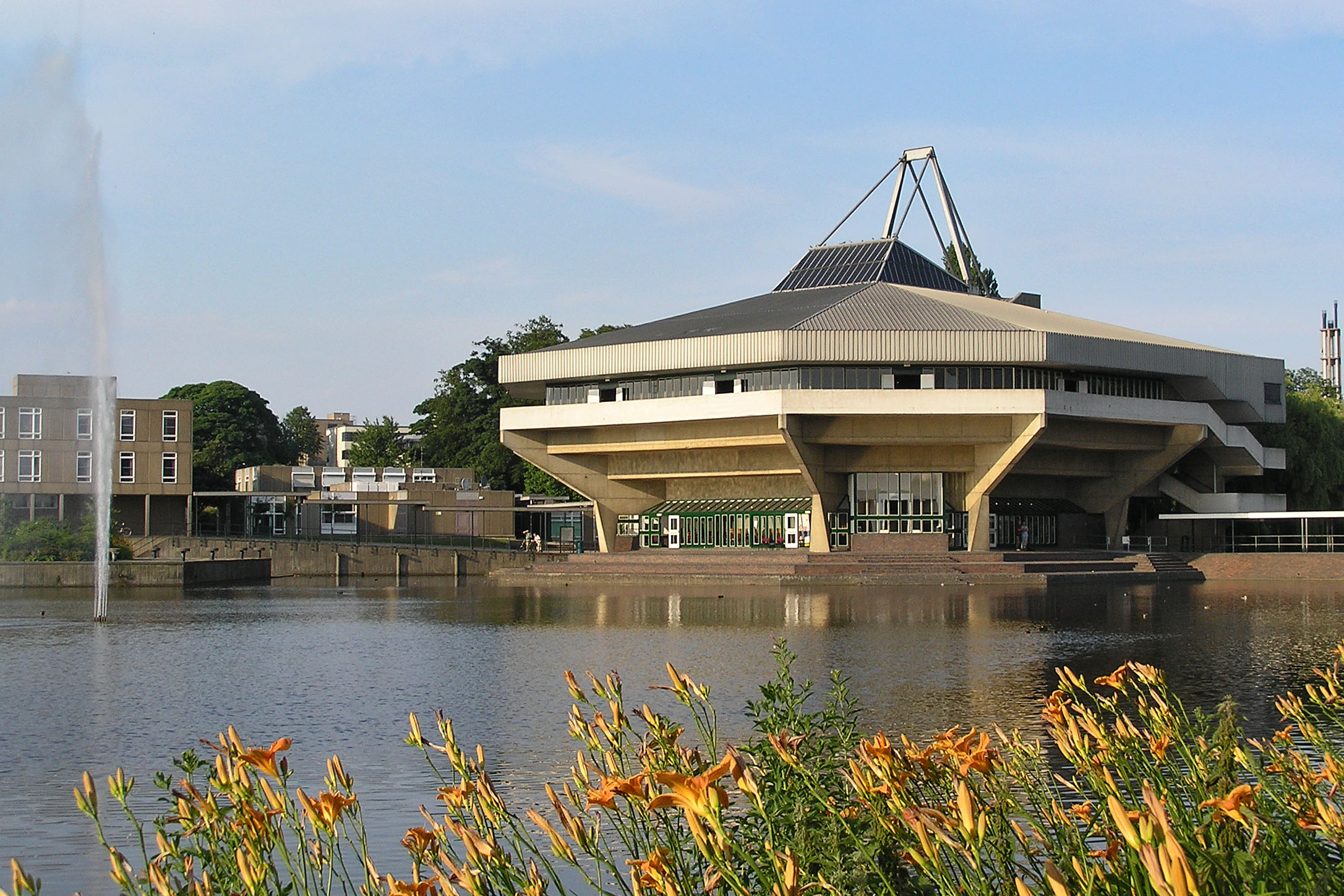
约克大学中央大厅是平板玻璃建筑设计的实例

平板玻璃大学（英語：plate glass university）是指英国在1960年代关于高等教育的《罗宾斯报告》发表以后成立的大学。这个名称是来源于它们的现代建筑设计，在钢或混凝土结构中广泛使用平板玻璃，与以维多利亚建筑风格为主的红砖大学和更古老的古典大学形成鲜明对照。
过去，新大学是平板玻璃大学的同义词，不过从1992年以后，新大学倾向于指1992后大学（Post-1992 university，主要是过去的理工學院polytechnic升格）。

## 平板玻璃大学列表
- 阿斯顿大学（Aston University）
- 巴斯大学（University of Bath）
- 布拉德福德大学（University of Bradford）
- 布鲁内尔大学（Brunel University）
- 倫敦城市大學（City University, London）
- 东安格利亚大学（University of East Anglia）
- 艾塞克斯大学（University of Essex）
- 赫瑞瓦特大学（Heriot-Watt University）
- 肯特大学（University of Kent）
- 兰卡斯特大学（Lancaster University）
- 罗浮堡大学（Loughborough University）
- 索尔福德大学（University of Salford）
- 斯特灵大学（University of Stirling）
- 史崔克莱德大学（University of Strathclyde）
- 萨里大学（University of Surrey）
- 萨塞克斯大学（University of Sussex）
- 华威大学（University of Warwick）
- 阿尔斯特大学（University of Ulster）
- 约克大学（University of York）